# 齊藤未月
齊藤未月（1999年1月10日—），日本足球運動員，現時被日職球隊湘南比馬外借至神戶勝利船，司職中場。

## 俱樂部生涯
齐藤早在就读小学时就加入湘南比马的育成组织。2015年天皇杯，16岁的齐藤首次为湘南一队上阵，2016年高3已跟球队签下职业合约，2017年湘南降到日乙，正好让齐藤有大量上阵机会，齐藤最终也协助球队升上日职，年纪轻轻已成为球队的重心球员。
在上周末结束的一场日职联赛中，神户胜利船在主场0-3不敌湘南比马。比赛中，湘南小将齐藤未月接山崎凌吾的直塞打进了第二粒进球，这粒进球正式日职联赛成立以来的第21000粒进球。
12月14日，喀山红宝石官方宣布效力于日职联赛湘南比马的日本中场齐藤未月租借加盟球队，租借期限为一年半同时有买断条款。

## 國家隊生涯
齐藤也是日本各级U代表的常规成员，其中2019年世青杯担任日本U-20代表队长带领球队晋级淘汰赛，表现获得好评，现在则是入选东京奥运18人名单的热门人选。

## 外部連結
- 日本職業足球聯賽中的齊藤未月 （日語）
- Shonan Bellmare （页面存档备份，存于） （日語）
- Soccerway資料庫：齊藤未月